# 利马的阳台

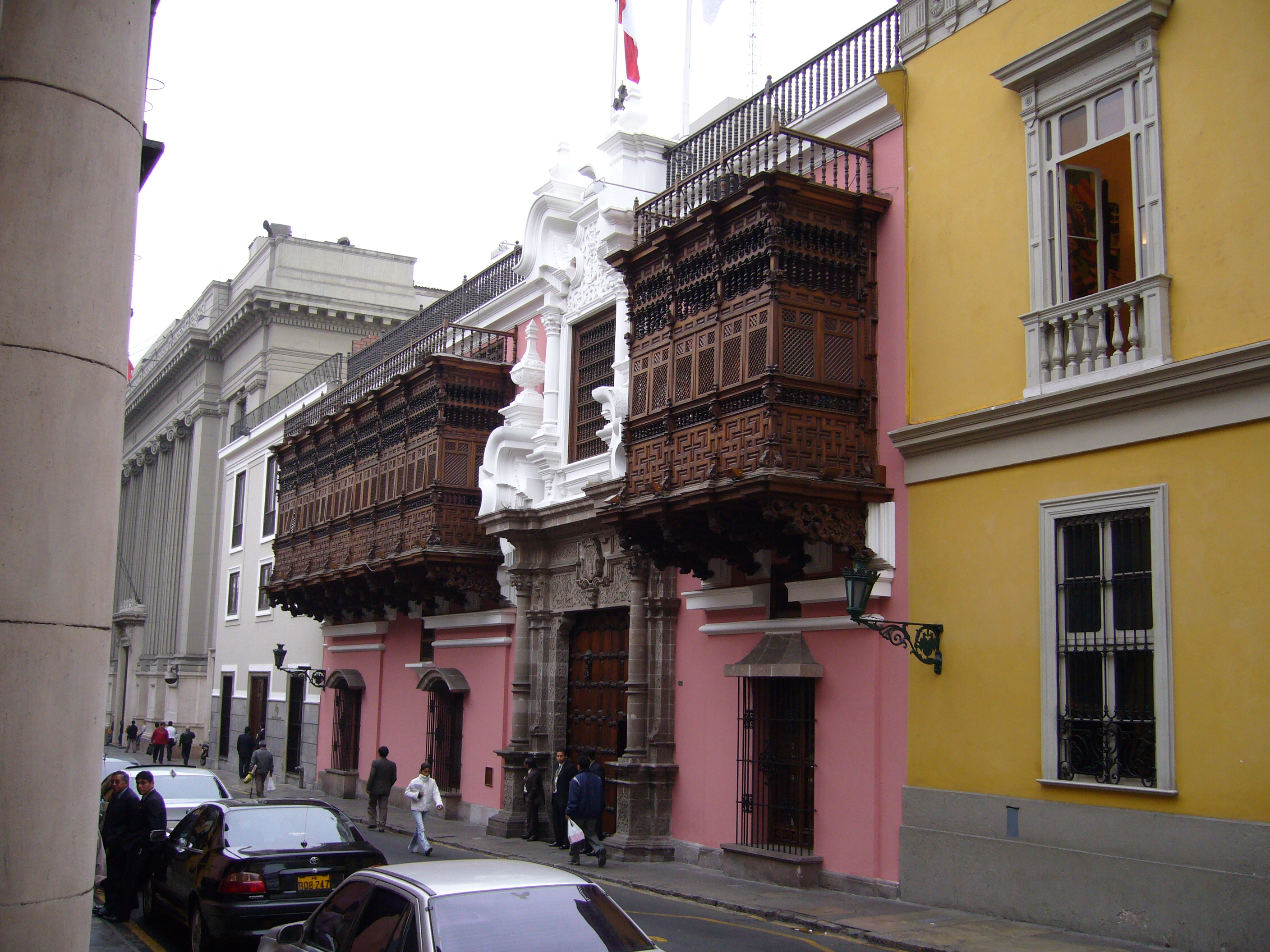
塔格尔宫的正面设有门廊和雕刻石拱门以及殖民风格的艺术雕刻木制阳台

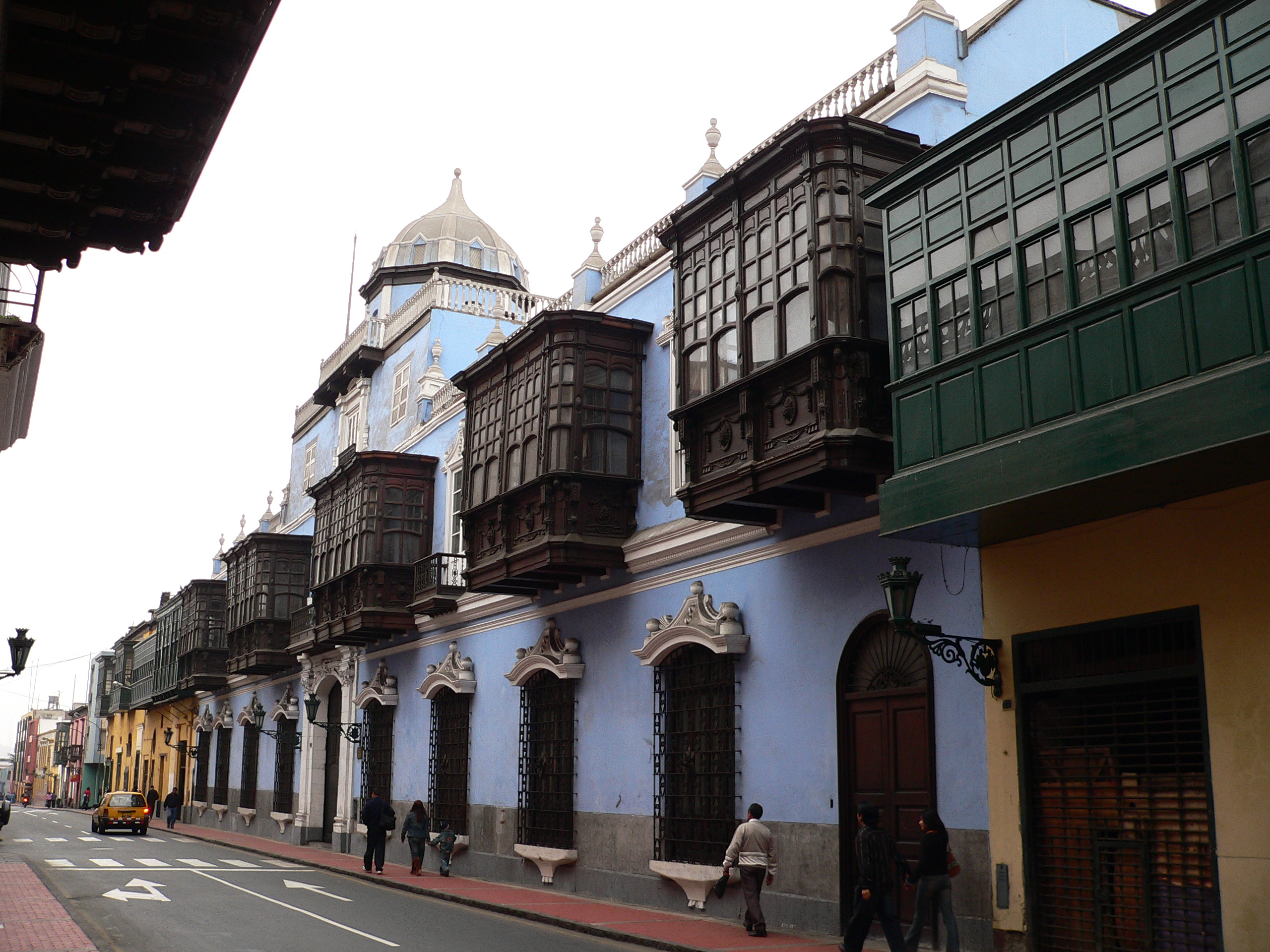
奥桑贝拉之家的正面，其阳台及装饰为路易十六风格

利马的阳台是西班牙殖民时期和共和国时期建造的文化遗产。这些阳台大多建于17世纪末和18世纪的殖民时期，位于利马历史中心内。它们适应住宅用途，并影响了许多秘鲁学者的生活，如19世纪的作家里卡多·帕尔马。
利马的阳台是联合国教科文组织宣布利马历史中心得以成为世界遗产的关键。

## 殖民地建筑
殖民建筑发展于16至19世纪的秘鲁总督时期，当时拉丁美洲被西班牙人征服。利马的阳台以文艺复兴、巴洛克、新巴洛克和新古典主义风格建造，且有地中海、中东、摩尔、安达卢西亚和加勒比风格的影响。